# Demis Visvikis
Dimitrios Demétre Demis Visvikis (Ντέμης Βισβίκης), né en 1951 au Caire, est un compositeur, philosophe et écrivain, d'origine hellénique et de nationalité grecque et française.

## Biographie
Demis Visvikis,, commence à jouer du piano dès son enfance et prend ses premières leçons avec son père Lucas Visvikis, lui-même pianiste. Plus tard, il entre au Conservatoire national de Grèce et poursuit l’étude de cet instrument avec comme professeurs Mmes Kiki Maridaki et Kaiti Trouli. Ayant des capacités manifestes pour l'improvisation, il crée des variations improvisées sur les œuvres qu’il étudie et même sur des chants populaires. C'est en 1970, alors que son pays est secoué par une dictature militaire (coup d’État 1967 –1974), qu'il quitte la Grèce et s'installe à Paris. Curieux de découvrir les différentes esthétiques de l’avant-garde parisienne, il s'intéresse à la musique contemporaine, mais étant à la fois soucieux de se perfectionner en improvisation, il pratique la « musique sans frontières ». Il rencontre des groupes de musique aléatoire, s’adonne à  des improvisations collectives, il joue du jazz. Il est le membre fondateur d'«Axis», groupe de jazz fusion avec lequel il enregistre deux 33 tours en 1972 et 1973. Ces diverses expériences l’enrichissent musicalement mais aucune de leurs formes d’expression ne lui procure une satisfaction absolue. C'est ainsi que murit en lui la décision de se manifester artistiquement au moyen de la composition. Il rencontre alors en 1974 Julien Falk, compositeur et professeur au Conservatoire national supérieur de musique et de danse de Paris avec qui il entreprend à l'U.M.I.P. (Université Musicale Internationale de Paris) des études complètes d'écriture (harmonie, contrepoint, fugue, orchestration et composition). Parallèlement il étudie la direction d'orchestre avec Monsieur Georges Tzipine et enrichit ses études de piano avec Mmes Jeannine Lacour, Michèle Boegner et Éliane Richepin.
Depuis sa première composition Eclampsis I pour piano qui date de 1976, de nombreux concerts ont vu le jour à Paris Salle Cortot, Salle Gaveau, Salle Pleyel, Maison de Radio France et d'autres villes de France. Plusieurs œuvres ont également fait l’objet de programmation dans différents pays à travers le monde notamment Stanford University, Peadbody Concervatory, Roosevelt University (États-Unis),  Academia Filarmonica, Teatro di Alessandria(Italie), Teatru Manoel (Malte), Conservatoire National Supérieur de Madrid (Espagne), Casals Hall (Japon), University of Alberta (Canada), Grand Salle d’Opéra de Riga (Lettonie), Institut Goethe, Greek-American Union, Nakas Hall (Grèce) etc Parmi ses pièces pour piano, certaines ont été programmées dans divers concours nationaux et internationaux.
Demis Visvikis a participé à divers festivals : le Festival l'Atelier Volant, le cycle Accès Direct (Suisse), le International Spring Orchestra Festival (Malte), le cycle Workshop, le cycle Music der Welt (Grèce), le cycle Compositori Ellinici (Italie), le Festival d'Annecy, le Festival Flaine Musique (France) etc. Ses œuvres ont été jouées par l'Orchestre Colonne, l'Orchestre Symphonique Français (OSF), l'Orchestre Symphonique de Bulgarie, l'Orchestra da Camera Antonio Vivaldi, l'ensemble Hellénique de Musique Contemporaine, des membres de l'Ensemble intercontemporain, l'ensemble Erwartung, et autres. Certaines de ses compositions sont éditées par les Éditions Eschig, les Éditions Billaudot, les Éditions Alphonse Leduc,. Depuis 1991 il est membre permanent du jury du concours international de piano Concours Musical de France et depuis 1996 il devient membre de la Greek Composer's Union. Demis Visvikis donne occasionnellement des conférences pour les jeunes (conservatoires, collèges) où il analyse ses œuvres et place l'importance de la musique et de l'art en général dans la société. En janvier 2014 il  reçoit la Médaille d'Honneur régionale, départementale et communale de la République Française en récompense de son action artistique et pédagogique dans le cadre des collectivités territoriales. Demis Visvikis fut nommé compositeur en résidence au CRD de la Communauté de l'Agglomération du Choletais - Pays de la Loire - (Conservatoire à Rayonnement Départementale) pour la saison 2014/15.

## Pensée et esthétique
En 1974, Demis Visvikis découvre au travers de la philosophie orientale, la cosmogonie indienne d'où la tradition védique lui inspirera plus tard son oratorio Savitri pour baryton, soprano et orchestre. Par la suite, il fait connaissance avec la pensée taoïste de Lao Tseu, lit le Tao Tö King (livre de la voie et de la vertu), se plonge dans les ouvrages du couple des philosophes Isha et René Adolphe Schwaller de Lubicz dont les recherches sur Égypte antique lui révèlent la profondeur de la pensée pharaonique. Il s’intéresse aux témoignages du christianisme primitif mais aussi aux querelles et récits souvent contradictoires des premières églises et sectes chrétiennes, à la pensée gnostique et la Gnose d’Alexandrie, se passionne pour la philosophie de Pythagore sur l’Harmonie des Sphères et l’Ordre mathématique dans le Cosmos ainsi qu’à celle de Platon basée sur la toute puissance du Nombre et les valeurs du Vrai, du Bien et du Beau.
Il s'enthousiasme aussi des recherches effectuées par l'astronome allemand Johannes Kepler (1571–1630) qui dans son Mysterium cosmographicum essaya de trouver une relation entre les planètes connues à l'époque et les cinq solides de Platon.

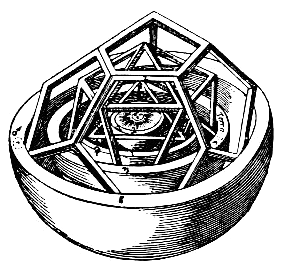
Vue détaillée de la partie interne de la modélisation de l’Univers selon Kepler.

Il estime qu’une seule et unique vérité se trouve derrière la diversité de ces courants de pensée et que l’irrésistible élan qui pousse l’Homme à sa recherche, qu’il soit de nature mystique contemplative, philosophique, ou purement scientifique exigeant des preuves irréfutables, n’a d’autre fondement que la soif que celui-ci ressent de sonder l’immensité du mystère qui détermine sa destinée sur une planète, cellule vivante dans l'une parmi les innombrables galaxies qui peuplent l’incommensurable espace de l’Univers.
Imprégné des grands concepts et idéaux platoniciens, Demis Visvikis écrit : « Puisque toutes les forces de l’Univers et leurs qualités proviennent de l’Unité du Commencement Premier, aussi éloignées et contraires que soient leurs actions en tant que phénomènes dans le monde des phénomènes, elles ne demeurent pas moins en relation interdépendante reliées par le fil invisible de leur provenance causale. Par sa capacité de ramener à l’ordre et à l’équilibre les diverses forces antagonistes, de découvrir et d’œuvrer avec les lois de l’harmonie, l’homme prouve qu’il est en quelque sorte le résumé de l’univers, que les lois universelles – d’où jaillit toute la création - sont inscrites en lui et qu’il possède au plus profond de son être le souffle qui guide son âme vers leur perception et la contemplation d’une beauté supérieure laquelle émane de la toute-puissance du Nombre (en tant que valeur qualitative et non quantitative) de l'Ordre et de l'Harmonie. Cette triade serait donc pour le monde des phénomènes le reflet de l’inconcevable Volonté créatrice du monde des causes, intemporelle source de toute existence et de toute vie. »
L’œuvre d’Art lui apparaît comme une possibilité majeure de refléter et d'exprimer artistiquement l’Unité causale, qui en notre monde dualiste ne se manifeste que séparément et par paires de contraires : jour ou nuit, froid ou chaud, bien ou mal etc. Le rapport consonance – dissonance permet à l’artiste de réaliser le mariage des contraires en opérant la fusion de leurs qualités respectives par la juste proportion de leur usage. L’œuvre d’art pourrait dans ce cas proposer un modèle où symboliquement se réaliserait l’union du yin et du yang de la philosophie chinoise, le mariage du soleil et de la lune du Yoga indien.
L’univers musical de Demis Visvikis est essentiellement modal et tonal. L’atonalité se trouve dans ses œuvres soit en tant que mélodies dont l'identité tonale reste indéterminée soit en tant qu’accords à première vue non classés (car leurs notes aiguës se présentent sous forme d'appoggiatures supérieures et inférieures) qui se succèdent sans résolution dont, pour la plupart, une analyse attentive démontrerait leur provenance modale ou tonale. Parmi les éléments les plus caractéristiques de son œuvre se trouve l’utilisation fréquente des intervalles de seconde, quarte, quinte et septième en succession mélodique et coordination harmonique. Selon lui « chaque intervalle renferme une dynamique qui lui est propre dont les ressources sont insoupçonnées. » La superposition d’harmonies provenant de modes ou tonalités différentes (polytonalité) et la complexité des rythmes superposés (polyrythmie) façonnent la structure de la forme architecturale de ses œuvres qui ensuite s’adapte à l’exigence du contenu. Il a au fil du temps adopté la forme en un seul mouvement qui trouve une lointaine parenté avec la forme sonate mais plus librement élaborée, contenant deux ou trois thèmes principaux qui ensuite donnent naissance à divers développements soit en exploitant les divers matériaux thématiques soit en introduisant des idées nouvelles qui à leur tour s’intègrent dans l’évolution ultérieure de l’œuvre. Pour ses pièces symphoniques en un seul mouvement, il préfère le terme « Symphonie » à celui du « poème symphonique » car il voit dans l’étymologie du nom grec Symphonia (Συμφωνία) qui veut dire accord, un magnifique symbole d’un accord entre les timbres, les hauteurs des sons, les musiciens, le chef d’orchestre et le public.

Tableau d'Harmoniques naturelles.

Dès son arrivée à Paris en 1970, Demis Visvikis rencontre un vaste mouvement d’art contemporain. Il constate rapidement que parmi les différentes tendances, certaines ont comme préoccupation principale de rompre avec le passé et « d’innover à tout prix » par une mise en avant de la dissonance allant parfois même jusqu’à la laideur, afin de s’opposer à la consonance et la beauté par trop conventionnelles à leurs yeux. Tout en comprenant les motivations et peut-être la nécessité historique d'un tel point de vue il pense qu’il est nettement plus difficile d’évoluer que de détruire. Il reste en marge de ces mouvements et se sent beaucoup plus proche des deux grandes figures de la musique française du XXe siècle : Olivier Messiaen et Henri Dutilleux qui surent chacun à sa façon ouvrir des horizons nouveaux au langage musical sans pour autant rompre avec la tradition. Fidèle à la tonalité, il trouve son fondement dans la loi d’harmoniques naturelles dont les six premières donnent l’accord parfait majeur. Ressentant cela comme une loi incontournable, une signature que la nature a posée devant la conscience de l’homme, il la compare à la loi de la gravitation ou à la loi de la respiration nécessaire à tout organisme vivant. Il écrit à ce sujet : « Privé d’air pendant quelques minutes suffit à un organisme pour succomber à l’asphyxie, cela est parfaitement compréhensible de tous, mais combien comprennent le danger d’une asphyxie artistique ? ». Quant au système fermé du sérialisme intégral (dodécaphonisme sériel) lequel interdit toute mélodie ou agrégat (accord) qui pourrait présenter même une légère parenté avec le système tonal, il pose la question suivante : « Les échelles modales qui ont traversé les siècles et donné naissance au système tonal, ces modes anciens qui jaillirent spontanément de l’âme des peuples en diverses régions du monde et se trouvent à l’origine culturel des nombreuses civilisations peuvent elles être soumises à l'usure du Temps et peuvent elles donc être détrônées par une fabrication cérébrale aussi ingénieuse soit elle ? ». Ceci lui paraît être la domination de l’intellect sur la sensibilité, le triomphe de la dissonance sur la consonance et la soumission de l'inspiration aux calculs de l'intelligence cérébrale alors que pour lui c’est l'organisme humain tout entier avec la totale donation de ces capacités intellectuelles et sensibles qui s'offre à la lumière de l'inspiration sans jamais pouvoir la retenir tel le Tao chinois qui n'est la propriété de personne mais se trouve toujours aux côtés de celui qui accepte d'accorder sa volonté au Souffle de la Vie. Le fondateur du sérialisme Arnold Schoenberg dont déjà les œuvres de jeunesse Verklärte Nacht, Pelleas und Melisande, Gurre-Lieder démontrent l'ampleur de son génie n’a-t-il pas lui-même déclaré lorsqu'il fut interrogé durant la Première Guerre mondiale par l'un de ses supérieurs de l'armée autrichienne à propos de son système : « Personne n’ayant voulu l'être, je me suis porté volontaire » et plus tard vers la fin de sa vie, pendant ses années américaines, n'a-t-il pas prononcé la célèbre phrase : « il y a encore tant des belles choses à faire en ut majeur… » ?

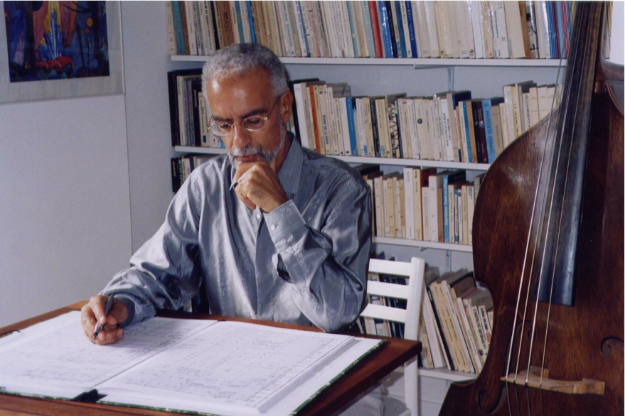
Demis Visvikis à sa table de travail en 2003

À propos de l'expérimentation artistique Demis Visvikis poursuit : « L’expérimentation, parfaitement légitime aux heures douloureuses de l’enfantement de l’œuvre, cette haute lutte que mène l'artiste pour "transmuter le plomb en Or" devrait demeurer strictement entre les murs de son "laboratoire alchimique". Le public n’est pas un dépotoir où l’on expose les élucubrations de son imagination effrénée, voire les humeurs de son inconscient tout en les qualifiant d'œuvre d'art. Le rôle de l’artiste consiste au contraire à tendre vers la maîtrise de ses forces inconscientes, à ramener au juste équilibre l'ombre et la lumière, à veiller à la juste collaboration tête - cœur (intellect – sensibilité) et à se relier intérieurement à la Source d’où émanent les lois universelles de l’Ordre, de la Mesure, du Rythme et de l’Harmonie dont les rayonnements se déversent telle une lumineuse force d’inspiration qui guide toute création artistique authentique et digne de ce nom. Une telle création demande à l'artiste toute sa maîtrise devant ce moment magique où il est appelé à rendre visible l'invisible, à ordonner et à matérialiser l'immatériel. L’œuvre qui sera livrée au monde sera le fruit du plus sincère effort de l’artiste afin d’exprimer et de réaliser le plus haut degré de Beauté auquel ses forces lui permettent d'accéder, libre de toute tendance ou courant à la mode et indifférent au fait que son œuvre plaise ou pas au public, en se mettant humblement au service de l'Art le plus noble et le plus lumineux que lui dicte son âme. »

## Œuvre et analyse
Contrairement à une œuvre picturale où l’œil peut dans un seul regard englober la totalité de ses proportions, l’œuvre musicale ne peut livrer une vision immédiate de sa structure interne car la musique se déroule dans le temps et ce n’est qu’après l’audition complète de l’œuvre que l’auditeur aura la sensation d’une cohérence proportionnelle ou pas. Très attentif à ce sujet, Demis Visvikis prête une grande attention à la structure, pensant qu’une œuvre réussie ne doit pas seulement faire preuve d’une succession d’épisodes musicaux qui « sonnent bien », mais qu'elle doit aussi pouvoir démontrer par l’analyse, la justesse à la fois de ses proportions architecturales et de son homogénéité du point de vue du choix du langage.

## Analyse selon la forme

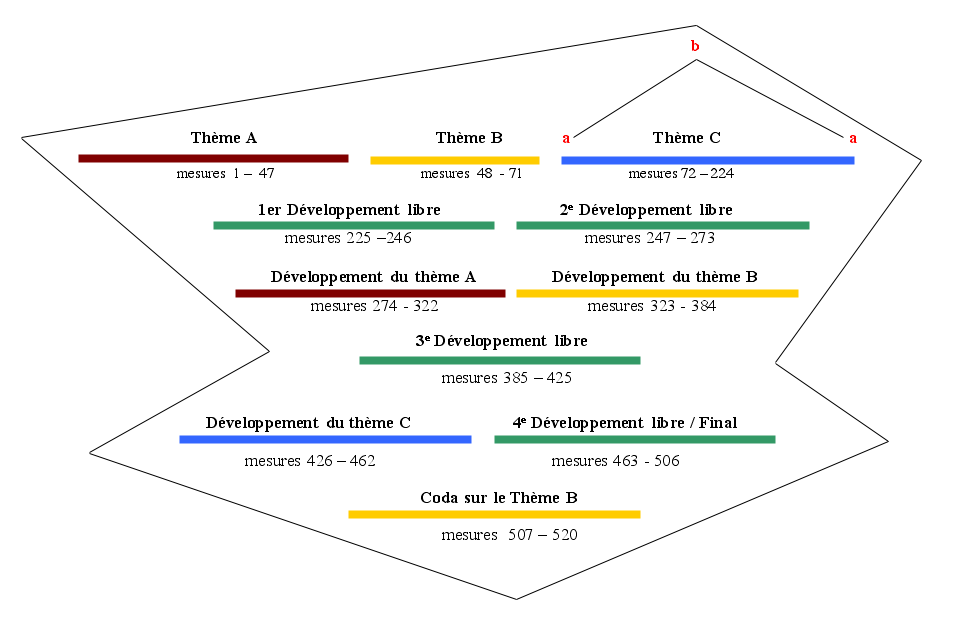
Analyse de la forme architecturale de la "Symphonie N°3" Fontaines des Profondeurs
Caractéristiques des trois thèmes principaux et structure interne de l'œuvre.

La Troisième Symphonie en un seul mouvement, s’architecture à partir de la forme sonate mais traitée librement en une forme plus élargie. Elle comporte trois thèmes principaux dont le troisième est structuré sur la forme a-b-a.
Voici comment Demis Visvikis décrit les caractéristiques de chaque thème :
- Thème A  : Empreint de gravité, le premier thème résonne dans l'obscurité des profondeurs où, tels des gardiens silencieux, les contrebasses scandent avec lenteur et intensité un basso ostinato de Fa# en octaves sur lequel les altos divisés dessinent un motif chromatique ascendant en secondes superposées. Basson, clarinette, trombone et violoncelles s'enroulent autour de ce motif tandis que premiers violons et célesta laissent émerger les prémices d'une clarté au travers d'une phrase en triolets entraînant dans leur sillage tout le reste de l'orchestre qui s'anime d'une expansion polyrythmique aux timbres purs de bois et cuivres soli.[26]
- Thème B : Le deuxième thème est un canon, rappelant la forme du ricercare. Tel un stretto dans une fugue à deux sujets, il se construit sur deux cantus firmus au rythme lent, deux longues phrases d'une importance égale qui, s'imbriquant l'une dans l'autre, traversent les différents timbres des instruments édifiant un vaste contrepoint qui illumine toute la texture orchestrale.[26]
- Thème C : Contrastant par sa vivacité, le troisième thème s'affirme dans la toute puissance des percussions, la dynamique des cordes et l'or des cuivres exprimant une nouvelle phrase chromatique en secondes superposées, ligne de force qui parcourt la totalité de l'œuvre. Par ses jeux de rythmes aux multiples facettes, ce thème élaboré selon la forme A-B-A évoque les accents chthoniens des danses printanières.[26]

Après deux amples développements libres du précèdent matériel thématique, le premier confié à un ensemble des soli et le deuxième au tutti des cordes, la reprise des thèmes (réexposition) se fait contrairement à la sonate classique, sur un environnement harmonique et rythmique totalement différent afin d’éviter la monotonie d’une reprise textuelle.
Lors de la réexposition, les trois thèmes entrecoupés d’un troisième développement libre, introduisent des nouveaux développements à partir de leur propre matériel thématique. Suit un quatrième développement libre qui est à la fois le final de l’œuvre, puis une coda sur la principale phrase du deuxième thème.
« Jaillissantes des profondeurs, des fontaines irisées offrent une texture sonore qu’animent tantôt toute la masse orchestrale, la puissance polyrythmique des percussions, la dynamique des cordes, des bois et l'or des cuivres, tantôt la pureté des timbres des divers ensembles de solistes dont les lignes mélodiques s’élèvent tels des rayons verticaux de lumières multicolores. »

## Analyse selon l'harmonie
Alors que l’analyse de la forme est visible schématiquement, il n’est pas possible dans le contexte de cet article d’analyser la totalité des harmonies d’une œuvre. L’image ci-dessous montre toutefois clairement comment dans un seul accord, cohabitent trois styles d’écriture : modale, tonale et atonale.

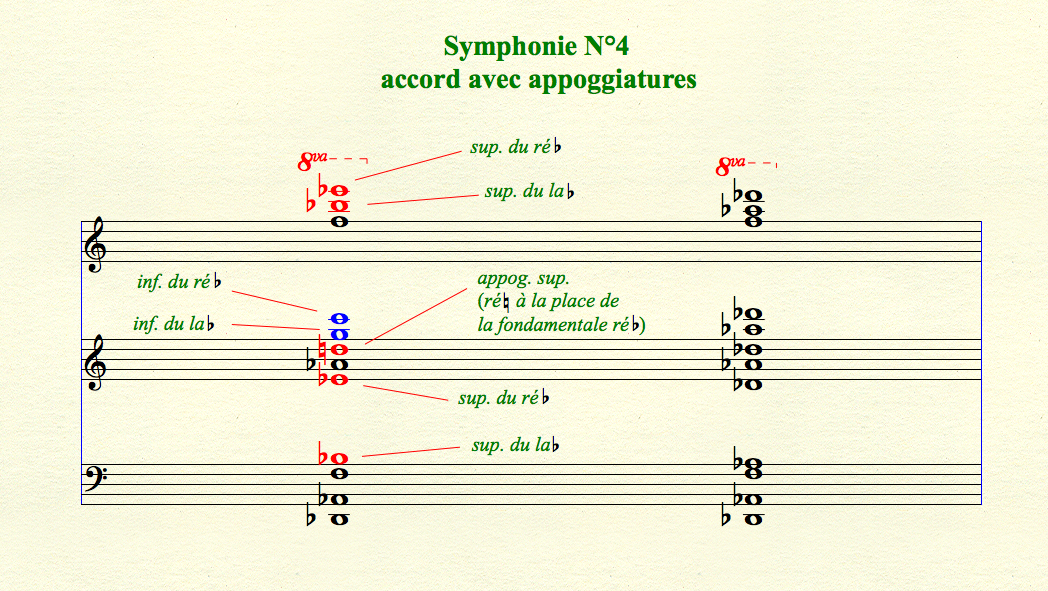
Mesure 210 de la Symphonie N°4 "Réminiscences" de Demis Visvikis

Il est constitué de onze sons (dont huit sons différents : ré bémol – ré bécarre - mi bémol - fa - sol – la bémol – si bémol - do) qui s'étalent sur un peu plus de cinq octaves couvrant presque toute l'étendue de l’orchestre symphonique. C'est un accord comportant plusieurs appoggiatures (notes en couleurs) qui retardent théoriquement l'arrivée de la note réelle. Ici les appoggiatures ne sont jamais résolues et deviennent donc partie intégrante de l'accord. Ainsi, sa sonorité est nettement atonale (à ne pas confondre avec le dodécaphonisme sériel) en raison de plusieurs intervalles de quartes superposées qui lui enlèvent toute caractéristique tonale. Pourtant l’analyse démontre bien son origine tonale.
- Les notes en rouge sont des appoggiatures supérieures.
- Les notes en bleu sont des appoggiatures inférieures.
- Les notes en noir appartiennent à l’harmonie de base fondée sur l’accord parfait ré bémol majeur.

Si les appoggiatures étaient résolues cela donnerait l’accord qui se situe à la droite de l'image. De sonorité parfaitement tonale il est formé tout simplement par trois sons (ré bémol - fa – la bémol) à savoir l’accord parfait du ré bémol majeur.
Malgré sa sonorité atonale, le premier accord (avec appoggiatures) ne constitue pas moins la synthèse des éléments tonals (notes en couleur noire) et atonals (notes en bleu et rouge) créant de cette façon leur fusion en une nouvelle unité harmonique où tout dualisme et antagonisme tonal - atonal disparaît.
Il faut également signaler que si l’on transpose les intervalles de base de cet accord (ré bémol - fa – la bémol) aux touches blanches du piano nous constatons qu’ils appartient à la fois à trois parmi les anciens modes grecs (chacun de ce modes est transposable douze fois). Leur dénomination selon l'ancienne terminologie grecque est à prendre avec précaution car il existe beaucoup de confusion à ce sujet.
- Mode de Do Ionien (mode majeur): do - ré - mi - fa - sol - la - si - do
- Mode de Fa Lydien : fa - sol - la - si - do - ré - mi - fa
- Mode de Sol Mixolydien : sol - la - si - do - ré - mi - fa - sol

(Appellation médiévale des anciens modes qui seule est d'usage de nos jours).
Il serait donc plus juste de parler d’une provenance à la fois modale et tonale.

## Œuvres
Demis Visvikis étant de formation pianiste a constitué une importante œuvre, pour piano, mais aussi de musique de chambre comportant plusieurs duos, trios, quatuors et ensembles divers, des œuvres d'orchestre dont cinq symphonies, deux concertos pour piano et de la musique vocale.

### Œuvres pour piano
- Eclampsis I (1976-77)
- Eclampsis II (1978)
- Eclampsis III (1979)
- Spirale (1980)
- Espace Intérieur (1982)
- Trois Études (1983)
- Prélude de Cristal (1984)
- A l'Unisson du Feu !1985)
- Douze Rayons (1986-87) ensemble de douze pièces pour piano
- Etincelle (1987)
- Résonances (1987)
- Triangles Ailés (1989)[32] (commande de l'Ecole Normale de Musique de Paris)
- Danse Hermétique (1989)
- Offrandes (1989-90)
- Sept Préludes (1992-93)
  - L'Astre de la Vie (1998)
  - L'Astre de Lumière (1999)
  - L'Astre de l'Amour (2001)

- Pluie de Cloches (2000)
- Constellations (2002-03) ensemble de douze pièces pour piano 
  - 1. Cassiopée
  - 2. Andromède
  - 3. Centaure
  - 4. Le Cygne
  - 5. L'Aigle
  - 6. Le Dragon
  - 7. Pégase
  - 8. Orion
  - 9. Persée
  - 10. La Licorne
  - 11. L'Hydre
  - 12. La Colombe
- L'Aurore Nacrée (2008)
- Interstices (2015) pour la main gauche seule
- Silhouettes (2016)

### Musique de chambre
- Cercles (1988) pour saxophone alto et piano[33] (œuvre imposée au 1er Concours International de Saxophone de Paris / commande la Guilde Française des Artistes Solistes et des Musiciens de Chambre)
- Émanation (1988-89) pour flûte traversière et piano
- Chronos (1989) octuor pour flûte, clarinette, basson, cor en fa, violon, violoncelle, contrebasse et percussions
- Cascades de Feu (1990) pour quatuor de saxophones (commande du Quatuor de saxophones de Versailles)
- Visions Extatiques (1990-91) pour deux pianos
- Métamorphoses d'un Soleil Naissant (1991-92) quatuor pour violon, alto, violoncelle et piano
- Incandescence (1994) pour violon et piano
- Mondes Irisées (1996) pour saxophone alto et piano
- Miroirs Alchimiques (1996-99) pour quatuor à cordes
- Âvissos (2001) pour violoncelle seul
- Météore (2002) pour violon seul
- Les Colonnes du Destin (2003-2004) pour quatuor de bois, quatuor à cordes et piano
- Les Courbes du Temps (2004-05) pour huit saxophones
- Flèches d'Or (2005) pour saxophone soprano et piano[34],[35],[36]
- Enossis (2009) pour alto seul
- Les Ailes du Songe (2009-10) trio pour violon, violoncelle et piano
- La Nef Solaire (2010) pour harpe seule
- Baktun (2010) sextuor pour cor, trompette, trombone, percussions et piano
- Pentaktys (2012) quintette pour flûte, hautbois, alto, violoncelle et piano
- Calligraphies (2013) pour clavecin seul
- Prélude de Cristal (2013) trio pour flûte, alto et harpe. Adaptation de l'œuvre pour piano du même nom.
- Lemniscates (2014) trio pour violon, saxophone alto et piano.
- Zéphyr (2014) pour flûte traversière seule
- Danse des Elfes (2014) pour deux harpes
- Éclats d'une lueur sans ombre (2015) pour orgue
- Joyness (2019) pour violoncelle et piano

### Œuvres pour orchestre
- Orama (1988) pour 20 cordes, créé en 1992  sous la direction d'Anton Nanut[37] par l'Orchestre symphonique français fondé par Laurent Petitgirard[38]
- Symphonie N°1 "Chants des Espaces Stellaires" (1992-94)
- Concerto pour piano N°1 "L’île des Mystères" (1994-96)
- Symphonie N°2 "Vers la Victoire" (2002) (commande du Ministère Grec de la Culture)
- Symphonie N°3 "Fontaines des Profondeurs" (2006)[39]
- Concerto pour piano N°2 "Le Jardin Étoilé" (2007-08)[40] (commande de l'Orchestra da Camera Antonio Vivaldi)
- Symphonie N°4 « Réminiscences » (2010-12)
- Symphonie N°5 « Lumières d'Épiphanies » (2012-13)
- Concerto pour deux orchestres à cordes, piano, harpe, célesta et percussions (2017)
- Sphères pour grand orchestre symphonique et Chœurs mixtes (2022-2023). (Nouvelle version qui annule et remplace la précédente écrite pour 43 musiciens entre 1978 et 1979)

### Musique vocale
Cinq Appels (1987) cinq chants pour soprano et pian
1. Monde lointain
2. Rayons d’Or
3. Ignorance
4. La flamme
5. Victoire

- Savitri (1996-2000) oratorio pour soprano, baryton et orchestre
- Delphes (2008) pour chœur mixte
- Mother's tenderness (2015-16) pour chœur d'enfants et piano
- Never Forget (2019) pour soprano et piano

## Œuvres littéraires
En 2017, Demis Visvikis publie « De l’Homme au Divin », ouvrage en trois parties (Livres I, II, III) dans lequel il tente de démontrer que quelles que soient les différences et les divergences des religions ou des courants mystiques-philosophiques en raison de leurs dissemblances culturelles liées aux divers contextes géopolitiques, il n'existe qu'une seule et unique Source, une seule et unique Vérité même si les chemins pour y parvenir apparaissent parfois comme étant diamétralement opposés. En 2018, il publie « Réflexions sur l’essence de l’Art ». Il s’agit de la quintessence de sa recherche de compositeur, ouvrage dans lequel il propose sa vision de l’œuvre d’art par excellence, ainsi que la noblesse du rôle de l’artiste, qui, en tant que médiateur du monde de l’Âme puisant son inspiration dans les plus hautes sphères spirituelles où il contemple la Beauté immatérielle, rassemble toutes ses forces, ses capacités et ses talents, afin d’incarner matériellement dans son œuvre l’Ordre et l’Harmonie, selon les lois universels, reflets des archétypes originels. En 2021, il entreprend un roman initiatique « La boîte de Pandore », qui se déroule en 1984. L'action se passe en Grèce par des dialogues qui souvent ont lieu autour des temples et autres monuments de l'antique civilisation grecque. Des conversations inspirées des grandes questions existentielles qui depuis l’aube des Temps et jusqu’à nos jours, préoccupent l’esprit des philosophes idéalistes. Il s’agit d’une prise de conscience qui, appuyée sur le regard infaillible de l’âme éveillée, distingue d’une façon claire ce qui est réellement vrai de ce qui se présente comme tel, alors que ce n’est que sa frauduleuse imitation. Un chemin qui conduit au centre de soi-même, fondé sur ce que Platon qualifie du terme de « réminiscence ».
- De l'Homme au Divin (2017), (deuxième édition en 2018)[41]

Sous-titre : Étude sur l’Origine, les Causes, le Sens et le Devenir de la manifestation universelle
- - 1. Livre I. De l'Origine
  - 2. Livre II. Philosophie mystique - Orient
  - 3. Livre III. Philosophie mystique - Occident

- Réflexions sur l'essence de l'Art (2018)[42]
- La boîte de Pandore (2021)[43]
- À propos de l'Inspiration (2024)[44]

## Discographie
CD Demis Visvikis "Les Astres"
piano : Jean Dubé / Label : Syrius SYR 141462 (France)
Contient les œuvres : L'Astre de Vie, L'Astre de Lumière, L'Astre de l'Amour
CD Demis Visvikis "Œuvres pour piano"
pianos : Nicholas Ong, Massanori Kobiki / Label : Pianos Mullet productions PM 24O554 (France)
Contient les œuvres : A l'Unisson du Feu, Offrandes, Danse Hermétique,
Douze Rayons, Visions Extatiques (pour deux pianos) 
CD Works for Orchestra by Greek Composers N°3
Symphony Orchestra of Bulgaria / direction : Alkis Panayotopoulos / Label : LYRA 1043 (Grèce)
Contient l’œuvre Symphonie N°2
DVD "Sala Grande" Teatro Comunale di Alessandria
Orchestra da Camera A. Vivaldi / piano : Giorgio Vercillo, direction : Paolo Ferrara / Label : Tronel (Italie)
Contient l’œuvre : Concerto no 2 pour piano et orchestre "Le Jardin Étoilé"